# Phaneroptera rintjana
Phaneroptera rintjana är en insektsart som beskrevs av Bei-bienko 1966. Phaneroptera rintjana ingår i släktet Phaneroptera och familjen vårtbitare. Inga underarter finns listade i Catalogue of Life.